# Stegiacantha petaloides
Stegiacantha petaloides — вид грибів, що належить до монотипового роду  Stegiacantha.

## Будова
Stegiacantha petaloides має шапинку у формі сплющеного диска діаметром 1-2 см, видовжену ніжку та жовтуваті колючки, якими вкритий гіменій. 

## Поширення та середовище існування
Цей вид грибів росте на Мадагаскарі. Вперше гриб описано американським мікологом Кертісом Гейтсом Ллойдом у 1913 році як Hydnum petaloides.